# Wapen van Lierde

Het wapen van Lierde (sinds 1986).

Het Wapen van Lierde is het heraldisch wapen van de Oost-Vlaamse stad Lierde. Het wapen werd op 8 juli 1986, per ministerieel besluit, aan de gemeente toegekend.

## Geschiedenis
Na het ontstaan van Lierde door de fusie van Deftinge, Hemelveerdegem, Sint-Maria-Lierde en Sint-Martens-Lierde in 1977 werd besloten om zich voor het nieuwe gemeentewapen niet op de bestaande wapens van de deelgemeenten te baseren, maar een gedeeld wapen te maken dat verwees naar de geschiedenis van de deelgemeenten van Lierde. De eerste helft verwijst naar het Land van Aalst, terwijl de tweede helft verwijst naar de baronie Boelare.

## Blazoen
Het huidige wapen heeft de volgende blazoenering:
Gedeeld 1. in zilver een zwaard van keel, bovenaan vergezeld van twee schildjes, rechts in goud een dubbele adelaar van sabel, getongd, gebekt en gepoot van keel, links in goud een leeuw van sabel, geklauwd en getongd van keel 2. in goud een hartschild van keel.— Ministerieel Besluit van 8 juli 1986.

## Verwante wapens

Wapen van Aalst.
Wapen van Erpe-Mere.
Wapen van Geraardsbergen.
Wapen van Ninove.